# Sigrid Schade
Sigrid Schade (* 1954 in Darmstadt) ist eine deutsche Kunsthistorikerin und Hochschullehrerin.

## Werdegang
Schade studierte von 1973 bis 1977 Kunstgeschichte, Germanistik und Empirische Kulturwissenschaften an der Eberhard Karls Universität Tübingen und am Warburg Institute in London. Sie promovierte 1982 mit einer Arbeit über „Hexendarstellungen der frühen Neuzeit“ bei Konrad Hoffmann und Hermann Bausinger.
Nach einem Volontariat an den Staatlichen Sammlungen Kassel, Lehraufträgen an den Universitäten Marburg, Kassel, Zürich und Bern und einer wissenschaftlichen Mitarbeiterstelle an der Technischen Universität Berlin von 1986 bis 1991 war sie von 1991 bis 1993 wissenschaftliche Mitarbeiterin am Kulturwissenschaftlichen Institut Essen.
Auf Gast- und Vertretungsprofessuren an der Universität Tübingen und der Humboldt-Universität zu Berlin folgte 1994 die Habilitation (bei Klaus Herding, Marcia Pointon und Silke Wenk) zum Thema: „Körperbilder und ihre Lektüren. Studien zum Einsatz von Körpersprachen in Kunst und Fotografie des 16. bis 20. Jahrhunderts“ an der Carl von Ossietzky Universität Oldenburg für das Fachgebiet Kunstwissenschaft.
Schade lehrte von 1994 bis 2005 als Professorin für Kunstwissenschaft und Ästhetische Theorie im Fachbereich Kulturwissenschaften der Universität Bremen.
2002 wurde sie als Leiterin des neu gegründeten Instituts Cultural Studies an die Zürcher Hochschule der Künste berufen, dessen Profil sie konzipierte.

## Thematische Forschungsschwerpunkte
Die Forschungstätigkeit von Sigrid Schade konzentriert sich im Wesentlichen aufː Körperkonzepte in der bildenden Kunst, medizinische Illustration, Fotografie, Film, theatralische Inszenierungen, Massenmedien, Video und digitale Bildgebungen. 16.–21. Jahrhundert; Museumsgeschichte(n) und Ausstellungspraktiken; Geschichte der Kunstinstitutionen und des Kunstbetriebs; Geschichte des Verhältnisses von Kunsthandwerk, Kunstgewerbe und Kunst; Gender Studies; zeitgenössische Kunst; Wechselwirkungen zwischen alten und neuen Medien in der Kunst und der Alltags- bzw. Massenkultur; Medien-, Wahrnehmungs- und Gedächtnistheorien; Kulturtransfer und Kulturaustausch.

## Veröffentlichungen (Auswahl)
- Vera Frenkel. Hatje Cantz, Ostfildern 2013, ISBN 978-3-7757-3246-8.
- Intuition als Privileg von Künstlern? In: Petra Maria Meyer (Hrsg.): Intuition. München, Paderborn 2012, ISBN 978-3-7705-4745-6, S. 432–445.
- mit Silke Wenk: Studien zur visuellen Kultur. Einführung in ein transdisziplinäres Forschungsfeld (= Studien zur visuellen Kultur. 8). transcript, Bielefeld 2011, ISBN 978-3-89942-990-9.
- als Herausgeberin mit Jennifer John: Grenzgänge zwischen den Künsten, Interventionen in Gattungshierarchien und Geschlechterkonstruktionen (= Studien zur visuellen Kultur. 9). transcript, Bielefeld 2008, ISBN 978-3-89942-967-1.
- als Herausgeberin mit Insa Härtel: Körper und Repräsentation (= Schriftenreihe der Internationalen Frauenuniversität „Technik und Kultur“. 7). Leske + Budrich, Opladen 2002, ISBN 3-8100-3318-9.
- als Herausgeberin mit Gottfried Fliedl und Martin Sturm: Kunst als Beute. Zur symbolischen Zirkulation von Kulturobjekten (= Museum zum Quadrat. 8). Turia + Kant, Wien 2000, ISBN 3-85132-144-8.
- als Herausgeberin mit Monika Wagner und Sigrid Weigel: Allegorien und Geschlechterdifferenz (= Literatur, Kultur, Geschlecht. Große Reihe. Bd. 3). Böhlau, Köln u. a. 1994, ISBN 3-412-02693-X.
- als Herausgeberin mit Ines Lindner, Silke Wenk und Gabriele Werner: Blick-Wechsel. Konstruktionen von Männlichkeit und Weiblichkeit in Kunst und Kunstgeschichte. Reimer, Berlin 1989, ISBN 3-496-00471-1.